# Lyons (rivier)
De Lyons is een rivier in de regio Gascoyne in West-Australië.

## Geschiedenis
De oorspronkelijke bewoners van het stroomgebied van de Lyons zijn de Malgaru Aborigines. Zij noemen de rivier Mithering.
Francis Thomas Gregory ontdekte de monding van de Lyons tussen 20 en 23 mei 1858, tijdens een expeditie om de gebieden rondom de rivieren Gascoyne en Murchison te verkennen. Hij volgde de rivier tot 4 juni waarna hij terugkeerde. Volgens zijn verslag waren er duidelijke indicaties voor de aanwezigheid van steenkool. Gregory schreef dat meer dan 400 km² grondgebied langs de Lyons, en minstens nog eens zoveel langs de waterlopen die in haar uitmonden, geschikt was voor de landbouw. Hij vond ook bewijzen waaruit bleek dat de plaatselijke Aborigines kannibalen waren.
De daaropvolgende jaren werden in de streek verscheidene veestations opgericht. In de jaren 1880 werd de Lyons River Station gesticht en ontwikkeld tot een welvarende wolproducent.
Het stroomgebied van de Lyons valt sinds 2019 onder de native title van de Thiin-Mah, Warriyangka, Tharrkari en Jiwarli aboriginesvolkeren.

## Geografie
De Lyons ontstaat op een hoogte van 535 boven de zeespiegel, net ten westen van het Teano-gebergte. De rivier stroomt eerst naar het noordwesten en vervolgens naar het zuidwesten. Ze stroomt door een aantal waterpoelen:
- Cattle Pool (376 m)
- Edithana Pool (345 m)
- Windarrie Pool (312 m)
- Bubbawonarra Pool (251 m)
- Wongarrie Pool (246 m)

De rivier wordt gevoed door meer dan dertig waterlopen:
- Lyons River North (382 m)
- Frederick River (357 m)
- Bangemall Creek (344 m)
- Koorabooka Creek (343 m)
- Spring Creek (329 m)
- Bolton Creek (323 m)
- Elliot Creek (322 m)
- Pimbyana Creek (315 m)
- Gifford Creek (308 m)
- Fraser Creek (307 m)
- Yangibana Creek (301 m)
- Six Mile Creek (298 m)
- Edmund River (293 m)
- McGuire Creek (290 m)
- Winmar Creek (290 m)
- Alma River (271 m)
- Mangaroon Creek (261 m)
- Minnie Creek (254 m)

- Oakley Wash (248 m)
- Wongarrie Creek (242 m)
- Booroothunty Creek (241 m)
- Russell Creek (239 m)
- Coonoocoo Wash (237 m)
- Ulura Creek (228 m)
- Coorroolthoo Creek (226 m)
- Billy Well Creek (223 m)
- Coppershaft Creek (220 m)
- Calbrajacka Creek (216 m)
- Onslow Creek (211 m)
- Paradise Creek (198 m)
- Austin Creek (188 m)
- Salt Springs Creek (177 m)
- Binthabooka Creek (175 m)
- Damper Creek (174 m)
- Davis Creek (154 m)
- Mungarra Creek (140 m)

De Lyons voegt zich bij de rivier Gascoyne nabij het plaatsje Gascoyne Junction.